# 16881 Angelinmathew
16881 Angelinmathew este o planetă minoră (asteroid), cu un diametru de 3,483 km, din centura de asteroizi. A fost descoperită pe 23 ianuarie 1998 la Experimental Test Site⁠(d) de Lincoln Near-Earth Asteroid Research. 
Obiectul prezintă o orbită caracterizată de o semiaxă mare de 2,5739653 UAi, o excentricitate de 0,11, o înclinație de 15,56989 ° în raport cu ecliptica.